# Henry Corbin
Henry Corbin (ur. 14 kwietnia 1903 w Paryżu, zm. 7 października 1978 tamże) – francuski filozof i iranista, znany przede wszystkim ze swoich badań nad ezoterycznymi tradycjami chrześcijaństwa, judaizmu i islamu.

## Życie
Studiował filozofię w École pratique des hautes études, m.in. pod kierunkiem Étienne'a Gilsona, który nauczył go interpretowania starych tekstów oraz wagi łacińskich przekładów arabskich filozofów. Licencjat z filozofii uzyskał w roku 1923. W tym okresie rozpoczął naukę arabskiego i sanskrytu w École des Langues Orientales. W 1928 uzyskał tytuł doktora filozofii na podstawie pracy o stoicyzmie i augustynizmie w myśli XVI wiecznego hiszpańskiego poety Luisa de Leóna, za którą uzyskał nagrodę jego imienia od Uniwersytetu w Salamance. Został adiunktem we Francuskiej Bibliotece Narodowej i w następnym roku uzyskał tytuł licencjata w zakresie języków arabskiego, perskiego i tureckiego w École des Langues Orientales.
W roku 1930 podjął pierwszą podróż do Niemiec; dwa lata później odwiedził je ponownie, a następnie powędrował aż do Szwecji. W tym okresie spotkał m.in. Rudolfa Otto, Karla Löwitha, Alexandra Kojève, André Malrauxa, Ernsta Cassirera, Karla Jaspersa, Karla Bartha i Georges'a Dumézila. Wtedy rozpoczęło się też jego zainteresowanie myślą Martina Heideggera i niemiecką teologią. W roku 1933 poślubił Stellę Leenhardt, córkę antropologa Maurice'a Leenhardta. Lata 1935-1936 Corbin spędził tłumacząc teksty Heideggera, które złożyły się potem na tom "Qu’est-ce que la metaphysique?", zawierający m.in. pierwszy przekład fragmentów "Bycia i czasu" na francuski. W celu konsultacji przekładu spotkał się z Heideggerem w kwietniu 1934 i lipcu 1936 roku. W 1937 roku Corbin zastąpił Alexandre'a Koyré w École Pratique des Hautes Études i zaczął prowadzić wykłady na temat Johanna Georga Hamanna.
Lata trzydzieste to także wzrastające zainteresowanie Corbina myślą Suhrawardiego, XII – wiecznego twórcy muzułmańskiego iluminacjonizmu, na którego zwrócił mu uwagę jego nauczyciel, orientalista Louis Massignon. W roku 1935 Corbin opublikował swoją pierwszą ważniejszą pracę z zakresu orientalistyki, którą był wspólny z Paulem Krausem przekład "Awaz-e par-e Dżibra'il" Suhrawardiego. W 1939 opublikował jeszcze "Suhrawardî d’Alep (ob. 1191). Fondateur de la doctrine illuminative" i wraz ze swoją żoną udał się do Stambułu w celu sporządzenia mikrofilmów manuskryptów Suhrawardiego znajdujących się w tamtejszych bibliotekach. Wybuch II wojny światowej sprawił, że pozostali oni w Stambule aż do 1945 roku. We wrześniu tego roku Corbin po raz pierwszy odwiedził Teheran. Od tej pory jego kariera naukowa była podzielona pomiędzy Teheran a Paryż. Był szefem departamentu iranistyki we Francuskim Instytucie Iranistycznym w Teheranie aż do 1954 roku, kiedy został następcą Massignona na katedrze Islamu i religii Arabii w École Pratique des Hautes Études. Od 1955 do 1973 nauczał filozofii muzułmańskiej na wydziale literatury Uniwersytetu Teherańskiego, którego doctorem honoris causa został w roku 1958. Pomiędzy rokiem 1949 a 1978 brał także aktywny udział w spotkaniach tzw. grupy Eranos, w skład której wchodzili m.in. Rudolf Otto, Mircea Eliade, Toshihiko Izutsu i Carl Gustav Jung. W roku 1974 Corbin przeszedł na emeryturę w École Pratique des Hautes Études, nadal jednak odwiedzał Iran na zaproszenie swojego ucznia Seyyeda Hosseina Nasra.

## Myśl
Myśl Corbina ma swoje źródło w różnych, odległych geograficznie i historycznie tradycjach, takich jak niemiecka teologia od czasów Lutra, fenomenologia Heideggera i muzułmański iluminacjonizm, szyizm i sufizm.
Jeśli spytamy się kim jest Henry Corbin, on sam prawdopodobnie udzieliłby niezgodnych ze sobą odpowiedzi. Jak to możliwe że jeden i ten sam człowiek był oddany zmartwychwstaniu [myśli] starożytnych irańskich filozofów, tłumaczeniu Heideggera, a ponadto luterańskiej hermeneutyce? W rzeczywistości jego projekt był skierowany na zrewolucjonizowanie naszego umysłowego krajobrazu poprzez pomnożenie relacji i połączenie różnych gnoz [obecnych] w religiach Księgi [tj. judaizmie, chrześcijaństwie i islamie].
W protestanckiej teologii zafascynował Corbina zwłaszcza fenomen "świętej księgi" i hermeneutyczne podejście do jej interpretacji. Zaznajomił się on także z dialektyczną teologią Karla Bartha, którego był pierwszym tłumaczem na francuski. Jego zdaniem: "Niezwykłe znaczenie Heideggera polega na oparciu nawet samego aktu filozofowania na hermeneutyce". Jednocześnie Heidegger unika pułapki subiektywizmu, ontologizując pojęcie fenomenu. Corbin odnajduje paralele pomiędzy myślą Heideggera a myślą muzułmańską, korygując go za jej pomocą. Zwraca uwagę, że perska myśl mistyczna jest skoncentrowana na "odsłonięciu tego co zakryte" (kašf al-maḥğūb), po czym pyta:
Ale czy w związku z tym to co nasze starożytne mistyczne traktaty oznaczają jako Kašf al-maḥğūb nie jest badaniem fenomenologicznym? Odsłonięcie tego co zakryte? Czy to właśnie nie należy rozumieć przez termin tawil, mający podstawowe znaczenie dla duchowej hermeneutyki Koranu?.
Dla Corbina Suhrawardi jest fenomenologiem, podobnie jak Heidegger przedstawiającym poznanie fenomenu przez podmiot, które jednak nie ma charakteru subiektywnego, lecz dokonuje się poprzez obecność fenomenu tożsamą z byciem. Ważne jest tu utożsamienie bycia ze światłem, które udziela się podmiotowi poprzez Boga będącego "Światłem świateł". Jednocześnie Suhrawardi jako pierwszy dokonuje ontologizacji "wyobrażenia", chociaż zaczątki tej koncepcji można znaleźć już w kosmologii Awicenny, a nawet zaratusztriańskim pojęciu "xvarenah" – światła chwały. Specyficznie realny "świat wyobraźni", do którego dostęp mamy poprzez sny i wizje, jest światem pośrednim pomiędzy światem doczesnym i światem duchowym, duszą i ciałem, a można go odnaleźć także w późniejszej myśli m.in. Ibn Arabiego, Mulli Sadry i Hadiego Sabzawariego. To w nim dokonuje się proces tawilu, symbolicznej interpretacji, która zapewnia łączność ze światem duchowym. Jest to jednak poznanie intuicyjne, a nie dyskursywne.
Poznanie samego siebie [...] [jest poznaniem], które nie jest ani wytworem abstrakcji, ani przedstawieniem przedmiotu za pośrednictwem formy (surat), species, lecz poznaniem, które jest identyczne z samą duszą, z subiektywnością osobistą, egzystencjalną (ana'ijja), które jest więc z istoty życiem, światłem, epifanią, świadomością samego siebie (hajat, nur, zuhur, szu'ur bizatihi). W przeciwieństwie do poznania przedstawiającego, które jest poznaniem tego co uniwersalne i abstrakcyjne, czyli logiczne (ilm suri), chodzi o poznanie uobecniające, jednoczące, intuicyjne, esencji w jej wyjątkowości ontologicznej absolutnie prawdziwej (ilm hururi, ittisali, szuhudi). Iluminację uobecniającą (iszrak huduri), którą dusza, jako byt świetlny, rozciąga na swój przedmiot; ona czyni go dla siebie obecnym, czyniąc się obecną dla siebie samej. Jej własna epifania dla siebie samej to obecność tej obecności, na tym polega obecność epifaniczna, czyli wschodnia (hudur iszraki). W ten sposób prawda całego poznania obiektywnego sprowadza się do świadomości, która podmiot poznający ma o sobie samym. Ten sam proces powtarza się dla wszystkich bytów światła wszystkich światów i międzyświatów: przez sam akt swojej świadomości stają się obecne dla siebie nawzajem.
Istnienie tej specyficznej ontologicznej sfery było jednym z czynników, który uchronił myśl muzułmańską od dualizmu ciała i duszy, natury i duchowości, filozofii i teologii, w który popadła myśl zachodnia. Innym było istnienie anielskiej hierarchii, rozciągającej się aż do pierwszego intelektu już u Awicenny, która zapewniała jednostce nieśmiertelność i bezpośrednią łączność z Bogiem. Suhrawardi utożsamił muzułmańskiego "anioła objawienia" z pierwszym intelektem filozofów, tym samym unikając konfliktu pomiędzy wiarą a rozumem.
Jako orientalista Corbin opracował i wydał wiele muzułmańskich dzieł filozoficznych i religijnych. Jako pierwszy zwrócił uwagę na duchowy wymiar szyizmu, widząc w nim wręcz źródło sunnickiego sufizmu, który jednak pozbył się koncepcji imama. Przeciwstawił się także opinii zgodnie z którą filozofia muzułmańska kończy się na Awerroesie, przedstawiając światu późniejszy rozwój tej tradycji, w szczególności myśl Ibn Arabiego i grupę filozofów tworzących nazwaną tak przez niego XVII-wieczną szkołę isfahańską, do której mieli zaliczać się m.in. Mir Damad i Mulla Sadra.

## Główne dzieła
- Avicenna et le récit visionnaire (2 vols., Teheran i Paryż, 1954)

- L’imagination créatrice dans le soufisme d’Ibn ʿArabī (Paryż, 1958)

- Terre céleste et corps de résurrection. De l’Iran mazdéen à l’Iran shīʿite (Paryż, 1961)

- Histoire de la philosophie islamique (2 vols., Paryż, 1964) – polski przekład: Henry Corbin: Historia filozofii muzułmańskiej. (przeł.) Katarzyna Pachniak. Warszawa: Wydawnictwo Akademickie DIALOG, 2005. ISBN 83-89899-31-0. Brak numerów stron w książce

- L’homme de lumière dans le soufisme iranien (Paryż, 1971)

- En Islam iranien. Aspects spirituels et philosophiques (4 vols., Paryż, 1971-73)

- Philosophie iranienne et philosophie comparée (Paryż, 1977).

- Temple et contemplation (Paryż, 1980)

- La philosophie iranienne islamique au XVIIe et XVIIIe siècles (Paryż, 1981)